# 海东龙宫寺
海东龙宫寺（韩语： Haedong Yonggung Sa）是位于韓國釜山廣域市机张郡的禪門曹溪宗佛寺，是韩国最靠近海岸的佛寺， 
也是韓國著名的「觀音聖地」。
该寺庙声称它始建于1376年，但事实证明这是不真实的。

## 流行文化
2021年韓劇《以吾之名》的拍攝場景。